# Vaïssac
Vaïssac is een gemeente in het Franse departement Tarn-et-Garonne (regio Occitanie) en telt 599 inwoners (1999). De plaats maakt deel uit van het arrondissement Montauban.

## Geografie
De oppervlakte van Vaïssac bedraagt 37,4 km², de bevolkingsdichtheid is 16,0 inwoners per km².

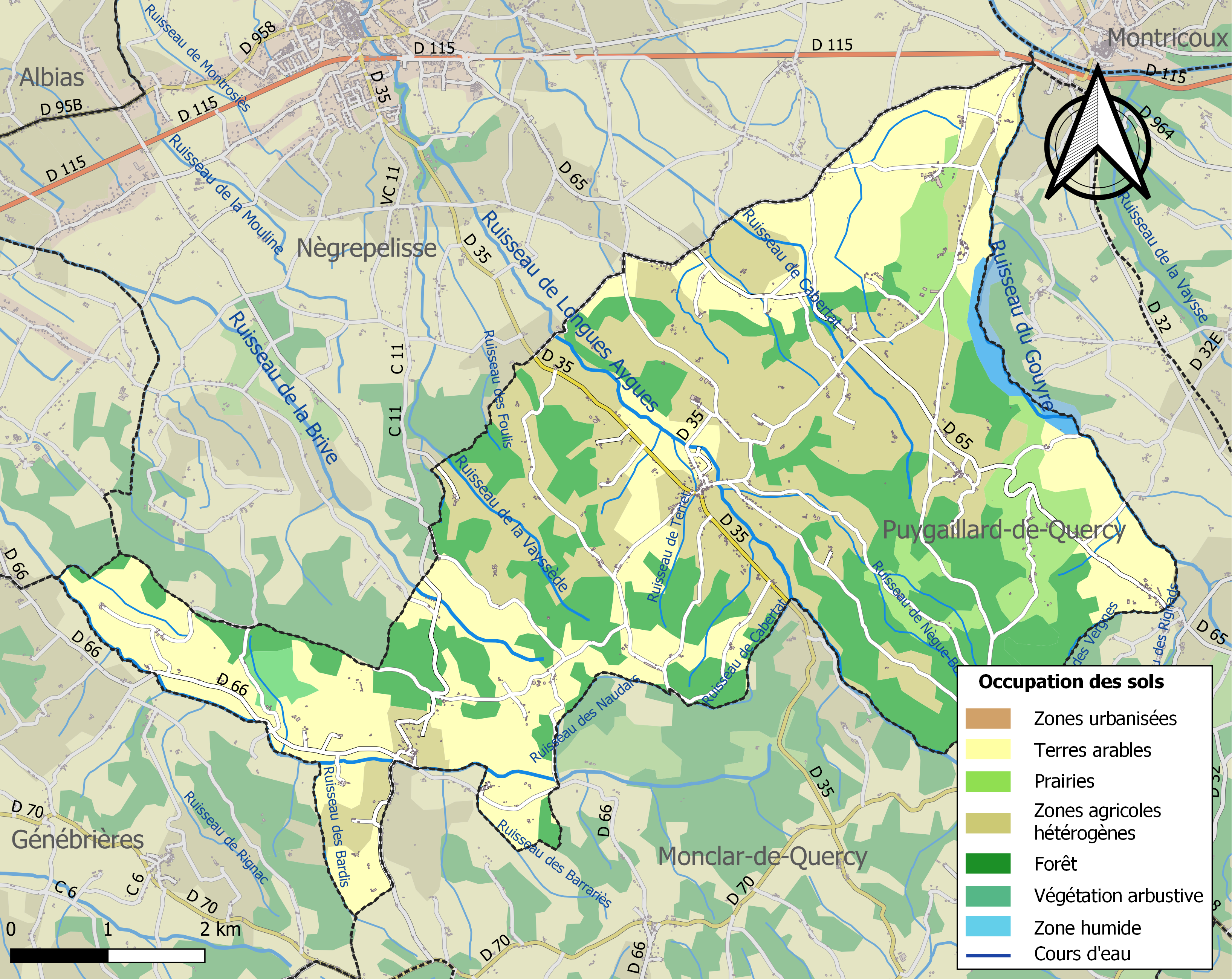
Kaart van de gemeente met de belangrijkste infrastructuur, bodemgebruik en omliggende gemeenten

## Demografie
Onderstaande figuur toont het verloop van het inwonertal (bron: INSEE-tellingen).